# كون أوبراين
كون أوبراين (بالإنجليزية: Con O'Brien)‏ هو لاعب كرة قدم أمريكية أمريكي، ولد في 8 مايو 1898 في جزيرة أيرلندا في جمهورية أيرلندا، وتوفي في 1 ديسمبر 1993.

## وصلات خارجية
- كون أوبراين على موقع مرجع كرة القدم المحترفة.كوم (الإنجليزية)